# Mor Ephrem Klooster
Het Mor Ephrem Klooster (Syrisch: ܕܝܪܐ ܕܡܪܝ ܐܦܪܝܡ, Dayro d-Mor Ephrem) is een Syrisch-Orthodox klooster in Glane, Nederland. Het klooster werd oorspronkelijk gesticht in 1911 als het Sint Olafklooster en kwam in 1981 in handen van de Syrisch-Orthodoxe gemeenschap, die het omvormde tot een religieus en cultureel centrum. Sindsdien is het klooster een belangrijk spiritueel middelpunt voor de Syrisch-Orthodoxe gemeenschap in Nederland en Europa.  

## Geschiedenis
Het oorspronkelijke klooster werd in 1911 gesticht door Noorse zusters van de congregatie van de Heilige Jozef van Chambéry en kreeg de naam Sint Olafklooster, ter ere van de heilige Olaf, koning van Noorwegen. In 1921 werd het klooster overgenomen door de Paters Maristen, die het complex verder uitbreidden en er een seminarie vestigden. Tijdens de Tweede Wereldoorlog werd het klooster in beslag genomen door het Duitse leger, waardoor de bewoners gedwongen werden elders onderdak te zoeken. Na de oorlog werd het klooster hersteld en verder uitgebreid, met toevoegingen zoals een extra verdieping en een kapel.  
In 1970 werd het seminarie gesloten en werd het gebouw tijdelijk verhuurd aan het textielbedrijf Van Heek-Scholco, dat er Turkse gastarbeiders huisvestte. Vier jaar later werd het kloostercomplex verkocht aan Van Heek Vastgoed b.v., waardoor het zijn religieuze functie verloor.  
In 1981 werd het complex voor een bedrag van één miljoen gulden overgenomen door de Syrisch-Orthodoxe gemeenschap onder leiding van Mor Julius Yeshu Çiçek. De aankoop werd mogelijk gemaakt door donaties van zowel de Syrisch-Orthodoxe gemeenschap in Nederland als daarbuiten, evenals financiële bijdragen van andere kerken. Zo doneerden de Rooms-Katholieke Kerk en de Nederlandse Hervormde Kerk elk 100.000 gulden. Ter ere van de gulle gevers werd in het klooster een gedenkplaat geplaatst. Drie jaar na de overname, in 1984, werd het klooster officieel ingewijd door Ignatius Zakka I Iwas, de toenmalige Syrisch-Orthodoxe patriarch. Het klooster werd vernoemd naar Efrem de Syriër, een invloedrijke kerkleraar en dichter uit de vierde eeuw, bekend als de "Harp van de Heilige Geest".

## Ontwikkeling en uitbreiding
In de jaren na de overname groeide het Mor Efrem Klooster uit tot een van de belangrijkste religieuze en culturele centra van de Syrisch-Orthodoxe gemeenschap in Europa. De gemeenschap had behoefte aan een grotere gebedsruimte, en daarom werd in 1994 een nieuwe kathedraal op het kloosterterrein gebouwd. De Kathedraal van de Heilige Maagd Maria werd ingewijd door patriarch Ignatius Zakka I Iwas, in aanwezigheid van bijna alle Syrisch-Orthodoxe bisschoppen en priesters en ongeveer 15.000 gelovigen. Met een capaciteit van 1.000 zitplaatsen werd de kathedraal een van de grootste Syrisch-Orthodoxe kerken in Europa.  
Naast een gebedsruimte biedt het klooster onderdak aan een uitgeverij, die sinds 1978 verantwoordelijk is voor de publicatie van het tijdschrift "Kolo Suryoyo", een belangrijk medium voor de gemeenschap. Tot op heden heeft de uitgeverij meer dan 120 theologische en culturele boeken uitgebracht, waarmee zij bijdraagt aan het behoud van de Syrisch-Aramese identiteit en tradities. Ook fungeert het klooster als een opleidingscentrum voor toekomstige priesters en theologen, waar studenten worden voorbereid op hun rol binnen de kerk. Daarnaast bevindt zich op het terrein een begraafplaats die bestemd is voor leden van de Syrisch-Orthodoxe gemeenschap.  
Het kloostercomplex blijft een cruciale rol spelen in het religieuze en culturele leven van de Syrisch-Orthodoxe gemeenschap. Hier worden belangrijke feestdagen gevierd en vinden conferenties en bijeenkomsten plaats die bijdragen aan de spirituele en intellectuele ontwikkeling van de gemeenschap.  

## Huidige situatie
Na het overlijden van Mor Julius Yeshu Çiçek in 2005 werd Mor Polycarpus Augin Aydin benoemd als aartsbisschop van Nederland en abt van het Mor Efrem Klooster. 
Het klooster wordt nog steeds bewoond door een aantal monniken en nonnen, die zich wijden aan gebed, studie en gemeenschapswerk. De kathedraal blijft een centrale plek voor erediensten en vieringen, en de uitgeverij blijft actief in het verspreiden van theologische en culturele werken. Het Mor Efrem Klooster blijft daarmee een essentieel onderdeel van de Syrisch-Orthodoxe aanwezigheid in Nederland en Europa.  